# Lecce nei Marsi
Lecce nei Marsi é uma comuna italiana da região dos Abruzos, província de Áquila, com cerca de 1 749 habitantes. Estende-se por uma área de 66 km², tendo uma densidade populacional de 27 hab/km². Faz fronteira com Collelongo, Gioia dei Marsi, Ortucchio, Pescasseroli, Villavallelonga.

## Demografia
| Variação demográfica do município entre 1861 e 2011                               |
|                                                                                   |
| Fonte: Istituto Nazionale di Statistica (ISTAT) - Elaboração gráfica da Wikipedia |